# 고노 다카유키
고노 다카유키(일본어: 河埜 敬幸, 1955년 4월 18일 ~ )는 일본의 전 프로 야구 선수이자 야구 해설가·평론가이다.
별명은 ‘치코’(チコ), 형은 전 프로 야구 선수였던 고노 가즈마사이다.

## 인물

### 선수 시절
에히메 현립 야와타하마 공업고등학교를 졸업하고 1973년 프로 야구 드래프트 회의에서 난카이 호크스로부터 3순위로 지명을 받아 입단했으며 4년차부터는 주전 2루수의 자리를 차지하여 활약했다.
견실한 수비와 승부에 강한 타격을 살려내면서 침체에 빠져있던 팀을 이끌었으며 1979년에는 3할 대의 타율을 기록했다. 같은 형제 선수로서 활약한 사다오카 지아키와 2루수와 유격수를 각각 지켰고 1984년과 1985년은 주로 중견수로서 활약, 이듬해부터는 2루수로 복귀한 후 1988년부터는 1루수로 활약했다. 1989년 시즌 끝으로 현역 생활을 은퇴했고 현역 시절에는 콧수염을 기르면서 트레이드 마크가 되기도 했다.
고노 형제가 많은 활약을 하고 있던 형제 선수들 가운데에서도 수많은 실적을 남기고 있어 1000경기 이상 출전과 1000개 이상의 안타를 기록하고 있다. 일본 프로 야구에서 형제끼리 1000안타를 달성한 사례가 일본인 선수중에서는 고노 형제 밖에 없었다(외국인 선수 중에서는 레론 리, 레온 리 형제가 달성).

### 그 후
1990년부터 1992년까지 미국에서 야구 유학 생활을 했고 이후 1990년부터 1993년까지 친정팀 다이에에서의 코치로 활동, 1994년에는 Sports-i 야구 해설위원, 1997년에는 다이에 호크스 2군 육성 코치를 역임했다. 합숙소 사감을 거쳐 2004년부터 2006년까지 소프트뱅크의 2군 외야 수비 주루 코치를 맡았다.
2007년부터는 프로 야구 독립 리그 팀인 나가사키 세인츠의 감독으로 취임, 나가사키 세인츠는 2008년부터 시코쿠 규슈 아일랜드 리그에 참가하였지만 같은 리그 팀인 고치 파이팅독스의 감독은 사다오카 지아키가 발탁되었기 때문에 현역 시절에 2루수와 유격수를 짰던 두 명이 지도자로서 만나게 되었다. 그러나 시코쿠 규슈 아일랜드 리그에 가입한 후 최초의 시즌이 된 2008년 전기 시즌에는 선수층이 얇음도 있어 성적은 침체되었고, 전기 시즌 종료 후인 6월 말에 감독직에서 해임되었다.
2009년에 새로 신설된 간사이 독립 리그에 가입하는 기슈 레인저스의 코치로 발탁되면서 2010년 시즌 종료 때까지 맡았고 2012년부터는 대한민국의 독립 야구 팀인 고양 원더스의 코치로 발탁되었다.

## 상세 정보

### 출신 학교
- 에히메 현립 야와타하마 공업고등학교

### 선수 경력
- 난카이 호크스·후쿠오카 다이에 호크스(1974년 ~ 1989년)

### 지도자·기타 경력
- 후쿠오카 다이에 호크스 타격 코치(1990년 ~ 1993년)
- Sports-i 야구 해설위원(1994년)
- 후쿠오카 다이에 호크스 2군 육성 코치(1997년)
- 후쿠오카 다이에 호크스·후쿠오카 소프트뱅크 호크스 2군 외야 수비 주루 코치(2004년 ~ 2006년)
- 나가사키 세인츠 감독(2007년 ~ 2008년)
- 기슈 레인저스 코치(2009년 ~ 2010년)
- 고양 원더스 코치(2012년 ~ )

### 개인 기록
- 올스타전 출장 : 4회(1979년, 1981년, 1982년, 1984년)
- 15경기 연속 득점(1982년 4월 23일 ~ 5월 13일)

### 등번호
- 32(1974년 ~ 1975년 도중)
- 8(1975년 도중 ~ 1989년, 2008년)
- 78(1990년 ~ 1993년, 1997년, 2009년 ~ 2010년)
- 73(2004년 ~ 2006년)

### 연도별 타격 성적
| 연 도       | 소 속          | 경 기 | 타 석 | 타 수 | 득 점 | 안 타 | 2 루 타 | 3 루 타 | 홈 런 | 루 타 | 타 점 | 도 루 | 도 루 자 | 희 생 번 | 희 생 플 | 볼 넷 | 고 4 | 사 구 | 삼 진 | 병 살 타 | 타 율 | 출 루 율 | 장 타 율 | O P S |
| ----------- | -------------- | ----- | ----- | ----- | ----- | ----- | ------- | ------- | ----- | ----- | ----- | ----- | -------- | -------- | -------- | ----- | ---- | ----- | ----- | -------- | ----- | -------- | -------- | ----- |
| 1975년      | 난카이· 다이에 | 9     | 13    | 10    | 0     | 1     | 0       | 0       | 0     | 1     | 0     | 0     | 1        | 2        | 0        | 0     | 0    | 1     | 5     | 0        | .100  | .182     | .100     | .282  |
| 1976년      | 난카이· 다이에 | 49    | 67    | 61    | 9     | 13    | 3       | 0       | 1     | 19    | 5     | 3     | 0        | 1        | 0        | 5     | 0    | 0     | 6     | 1        | .213  | .273     | .311     | .584  |
| 1977년      | 난카이· 다이에 | 110   | 364   | 330   | 39    | 88    | 14      | 2       | 0     | 106   | 19    | 10    | 4        | 20       | 2        | 11    | 0    | 1     | 30    | 9        | .267  | .291     | .321     | .612  |
| 1978년      | 난카이· 다이에 | 107   | 452   | 398   | 47    | 98    | 18      | 5       | 3     | 135   | 23    | 16    | 5        | 23       | 1        | 27    | 2    | 3     | 38    | 10       | .246  | .298     | .339     | .637  |
| 1979년      | 난카이· 다이에 | 125   | 540   | 496   | 72    | 149   | 25      | 5       | 13    | 223   | 55    | 25    | 6        | 15       | 4        | 23    | 0    | 2     | 46    | 11       | .300  | .331     | .450     | .781  |
| 1980년      | 난카이· 다이에 | 125   | 456   | 399   | 54    | 92    | 18      | 1       | 10    | 142   | 49    | 8     | 6        | 14       | 4        | 37    | 0    | 2     | 42    | 13       | .231  | .296     | .356     | .652  |
| 1981년      | 난카이· 다이에 | 125   | 501   | 453   | 47    | 123   | 10      | 2       | 4     | 149   | 36    | 7     | 9        | 10       | 1        | 34    | 3    | 3     | 35    | 13       | .272  | .326     | .329     | .655  |
| 1982년      | 난카이· 다이에 | 130   | 583   | 519   | 70    | 144   | 24      | 0       | 6     | 186   | 33    | 11    | 7        | 13       | 2        | 47    | 4    | 2     | 43    | 11       | .277  | .339     | .358     | .697  |
| 1983년      | 난카이· 다이에 | 126   | 533   | 477   | 68    | 123   | 19      | 1       | 11    | 177   | 44    | 16    | 5        | 10       | 5        | 40    | 0    | 1     | 34    | 6        | .258  | .314     | .371     | .685  |
| 1984년      | 난카이· 다이에 | 130   | 603   | 551   | 80    | 163   | 33      | 2       | 14    | 242   | 76    | 17    | 9        | 4        | 7        | 36    | 1    | 5     | 34    | 8        | .296  | .341     | .439     | .780  |
| 1985년      | 난카이· 다이에 | 108   | 383   | 350   | 42    | 83    | 11      | 0       | 8     | 118   | 43    | 8     | 5        | 2        | 1        | 29    | 1    | 1     | 24    | 9        | .237  | .297     | .337     | .634  |
| 1986년      | 난카이· 다이에 | 115   | 405   | 369   | 35    | 97    | 19      | 2       | 5     | 135   | 22    | 4     | 4        | 9        | 0        | 25    | 1    | 2     | 40    | 8        | .263  | .313     | .366     | .679  |
| 1987년      | 난카이· 다이에 | 108   | 340   | 276   | 36    | 86    | 6       | 1       | 5     | 109   | 27    | 4     | 4        | 15       | 2        | 45    | 0    | 2     | 34    | 8        | .312  | .409     | .395     | .804  |
| 1988년      | 난카이· 다이에 | 121   | 436   | 369   | 53    | 102   | 14      | 0       | 5     | 131   | 18    | 9     | 6        | 13       | 2        | 52    | 0    | 0     | 42    | 12       | .276  | .364     | .355     | .719  |
| 1989년      | 난카이· 다이에 | 64    | 122   | 102   | 5     | 22    | 2       | 0       | 0     | 24    | 13    | 3     | 1        | 8        | 0        | 12    | 0    | 0     | 16    | 3        | .216  | .298     | .235     | .533  |
| 통산 : 15년 | 통산 : 15년    | 1552  | 5798  | 5160  | 657   | 1384  | 216     | 21      | 85    | 1897  | 463   | 141   | 72       | 159      | 31       | 423   | 12   | 25    | 469   | 122      | .268  | .325     | .368     | .693  |

- 굵은 글씨는 시즌 최고 성적.
- 1974년은 1군 출장 없음.